# Auditorium
 For alternative betydninger, se Auditorium (flertydig). (Se også artikler, som begynder med Auditorium)
Et auditorium (latin; egl. "høresal") er en sal hvor der holdes foredrag eller forelæsninger. Auditorier varierer meget i størrelse, nogle kan rumme 30 tilhørere, mens andre har plads til flere hundrede.
- Wikimedia Commons har flere filer relateret til Auditorium

| Arkitektur | Spire Denne arkitekturartikel er en spire som bør udbygges. Du er velkommen til at hjælpe Wikipedia ved at udvide den. |